# Маріо Мендес (уругвайський футболіст)
Маріо Мендес (ісп. Mario Méndez, нар. 11 травня 1938) — уругвайський футболіст та тренер, виступав на позиції захисника. Виступав, зокрема, за клуби «Насьйональ» та «Пеньяроль», а також національну збірну Уругваю.
У складі збірної — володар Кубка Америки.

## Клубна кар'єра
У дорослому футболі дебютував 1958 року виступами за команду «Суд Америка», в якій провів один сезон. Своєю грою за цю команду привернув увагу представників тренерського штабу клубу «Насьйональ», до складу якого приєднався 1962 року. Відіграв за команду з Монтевідео наступні три сезони своєї ігрової кар'єри. У 1964 році зіграв у фінальному матчі Кубку Лібертадорес, де уругвайці поступилися аргентинському «Індепендьєнте». 1967 року перейшов до клубу «Пеньяроль». У 1970 році перейшов до венесуельського «Тікіре Арагуа». Футбольну кар'єру завершив у «Естудьянтес де Меріда».

## Виступи за збірну
7 грудня 1959 року дебютував у складі національної збірної Уругваю. Востаннє у футболці збірної виходив на футбольне поле 12 червня 1968 року. Загалом у національній команді провів 22 поєдинки, в яких відзначився 1 голом.
У складі збірної був учасником Чемпіонату Південної Америки 1959 року в Еквадорі, здобувши того року титул континентального чемпіона (зіграв на турнірі в чотирьох матчах), чемпіонату світу 1962 року у Чилі (зіграв у всих трьох матчах групового етапу), Чемпіонату Південної Америки 1959 року в Еквадорі, здобувши того року титул континентального чемпіона.

## Кар'єра тренера
По завершенні кар'єри гравця розпочав тренерську діяльність. У 1980 році очолив венесуельський клуб «Уніон Депортіво Валера», який на той час грав у Сегунда Дивізіоні. Потім тренував «Естудьянтес де Меріда».

## Досягнення
«Насьйональ»
- Прімера Дивізіон Уругваю
  -  Чемпіон (1): 1963
- Кубок Лібертадорес
  -  Фіналіст (1): 1964

«Пеньяроль»
- Прімера Дивізіон Уругваю
  -  Чемпіон (1): 1968
- Суперкубок міжконтинентальних чемпіонів
  -  Володар (1): 1969

збірна Уругваю
- Кубок Америки
  -  Володар (1): 1959 (Еквадор)